# Андерш, Лена
Лена Андерш (нем. Lena Andersch; род. 17 декабря 1991, Кёльн, Северный Рейн-Вестфалия) — немецкая хоккеистка на траве.

## Биография
Лена Андерш проживает в Бергиш-Гладбахе. Училась в гимназию Дитриха Бонхоеффера (Dietrich-Bonhoeffer-Gymnasium) в Heidkamp (Heidkamp) до получения аттестата зрелости в 2011 году.

## Спорт
В хоккей на траве Андерш начала играть с раннего детства. Её ступени в большой спорт:
- THC Rot-Weiß Bergisch Gladbach — до 2006 года.
- RTHC Bayer Leverkusen — до 2010 года.
- Schwarz-Weiß Neuss — с 2010 года.

С 2010 года становится членом женской сборной Германии по хоккею на траве. Играет в обороне и в середине поля.